# 蔡英文 (政治学者)
蔡 英文（さい えいぶん、ツァイ インウェン、蔡 英文、白話字: Chhòa Eng-bûn、1952年6月4日 - 2019年10月10日）は、中華民国（台湾）の政治学者、翻訳家。東海大学歴史学科を専攻後、イギリスのヨーク大学で政治学の博士号を取得した。その後、主な研究分野を西洋の政治思想史として中央研究院に務めた。蔡の著書『從王權、專制到民主：西方民主思想的開展及其問題』は、2016年に中央研究院の第5回人文及び社会科学学術性専門書賞を受賞した。

## 経歴
蔡英文は1952年6月4日に台湾で生まれた。東海大学歴史学科を専攻後、イギリスのヨーク大学で政治学の博士号を取得した。その後中央研究院の研究員を経て、ケンブリッジ大学の客員研究員を務めた。主な研究分野は、西洋の政治思想史であった。
蔡は、ハンナ・アーレントの政治理論を中国語圏に紹介した最初の学者の一人である。蔡は、アーレントの影響力の強い著作『全体主義の起源』の第2部（帝国主義）と第3部（全体主義）を中国語に翻訳した。更にアーレントの理論をカール・シュミットの理論と比較したり、イタリアの学者ジョルジョ・アガンベンの例外状態の概念をいち早く中国語話者に紹介するなどした。
蔡が中華民国総統の蔡英文と同姓同名であることから、政治学者の蔡の作品はしばしば誤って総統の蔡のものとされた。2016年1月19日、蔡英文が中華民国総統選挙で勝利した後、香港の政治評論家である林行止は、彼女がクェンティン・スキナーのニッコロ・マキャヴェッリに関する本の翻訳者であることから、マキャヴェッリの戦術に精通しているだろうとコラムで述べた。1月31日、アジア週刊は、同書は次期総統による本ではなく、政治学者の蔡英文が1983年に翻訳したものだと指摘する記事を掲載した。
2019年10月10日、胃食道逆流症による感染症で死去した。67歳没。

## 誤認事件
学者の蔡英文と中華民国総統の蔡英文は同姓同名であり、共にイギリスに留学していたため、よく誤認されることがある。蔡英文が総統に選出された数日後の2016年1月19日、香港の政治評論家である林行止は、信報財経新聞にコラム記事「造潛艇怒海不揚波 睜鳳目保兩岸相安」（参考訳：怒れる海で波を立てずに潜水艦を作り 両岸の平和から目を離すな）を掲載し、蔡英文がイギリス留学時にイギリスの政治学者であるクェンティン・スキナーのニッコロ・マキャヴェッリに関する本を翻訳したことを挙げ、「関連の専門書を翻訳した蔡英文総統は、目的を達成するためには手段を選ばないというマキャヴェッリの学説を深く理解しているはずで、これまでに（国民党と民進党から）民選されたどの総統よりも手ごわい台湾の政治的リーダーだ」と述べた。アジア週刊はすぐに、林行止が2人の蔡英文を混同していたこと、そしてこの本は実際には男性学者である「蔡英文先生」が翻訳したものであることを指摘した。
2016年12月、蔡の2015年の本『從王權、專制到民主：西方民主思想的開展及其問題』（参考訳：王権、専制から民主へ：西洋民主思想の発展及びその問題点）が、中央研究院の第5回人文及び社会科学学術性専門書賞を受賞した。授賞式では“無名”の学術書が出版から3カ月で再版されたことに触れ、読者の多くはこの本の著者を蔡英文総統と勘違いしているのではないかと冗談めかして語った。

## 主な著作
- 『韓非的法治思想及其歷史意義』、文史哲出版社、1986年2月1日。ISBN 9789575473457（繁体字中国語）
- 『政治實踐與公共空間——漢娜·鄂蘭的政治思想』、聯經出版公司、2002年1月15日。ISBN 9570823038（繁体字中国語）
- 『主权国家与市民社会』、北京大学出版社、2006年10月1日。ISBN 7301105339（簡体字中国語）
- 『當代政治思潮』、三民書局、2009年7月1日。ISBN 9789571452012（繁体字中国語）
- 『從王權、專制到民主：西方民主思想的開展及其問題』、聯經出版公司、2015年12月4日。ISBN 9789570846515（繁体字中国語）

## 翻訳
- ハンナ・アーレント『帝国主義』、1982年
- クェンティン・スキナー『マキャヴェッリ』、1983年
- ロジャー・スクルートン『カント』、1984年
- レイモン・アロン『知識人のアヘン』、1990年
- ホセ・オルテガ・イ・ガセット『大衆の反逆』、1990年
- ジョン・グレイ『自由主義の2つの顔』、2002年